# Holttumia congregata
Holttumia congregata — вид грибів, що належить до монотипового роду  Holttumia.